# Anton Makarenko
Pour les articles homonymes, voir Makarenko.
Anton Semionovitch Makarenko (en russe : Антон Семёнович Макаренко), né le 1er mars 1888 (13 mars dans le calendrier grégorien)) à Belopolie (oblast de Soumy, Ukraine), mort le 1er avril 1939 à Moscou, est un pédagogue soviétique. 

## Son oeuvre

### Une pédagogie reconnue
Les réalisations exceptionnelles de Makarenko dans le domaine de l'éducation et de la rééducation des jeunes (anciens enfants des rues et familles), ainsi que la préparation de leur future socialisation réussie, l'ont amené à figurer sur la liste des personnalités célèbres de la culture et de la pédagogie russes et mondiales. Selon la position de l'UNESCO (1988), Makarenko est compté parmi les quatre pédagogues (avec Dewey, Georg Kerschensteiner et Montessori) qui ont déterminé le mode de pensée pédagogique au XXe siècle.

### Une pédagogie alternative humaniste
C'est dans les quinze premières années de la période post-révolutionnaire (1920-1934) qu'il intervient dans un contexte dans lequel les écoles et autres institutions éducatives étaient, d'une part, extrêmement peu fournies et, d'autre part, elles n'étaient pas soumises à la normalisation rigide et aux contrôles idéologiques mis en place depuis le milieu des années 1930.
C'est en 1920, à la suite de son intervention dans une colonie pénitentiaire pour jeunes délinquants (près de Poltava), qu'il se rend compte que les approches éducatives et pédagogiques généralement admises à l'époque étaient pratiquement inefficaces.
Il propose alors une théorie de la création et du renforcement du collectif éducatif qui a pour fondement un profond humanisme, la philosophie des œuvres de Maxime Gorki ainsi que les traditions et des méthodes de la pédagogie nationale ce qui inclut la « cause commune », c'est-à-dire l'éducation et la formation par l'implication dans le travail volontaire pour atteindre des objectifs compréhensibles et prévisibles pour le bien commun. Il la teste avec succès dans la Colonie Gorki, complexe éducatif et pédagogique du ministère de l'Éducation.
Dans ses écrits, Makarenko a été le premier de son espèce à proposer un système d'éducation et de pédagogie qui portera plus tard son nom. Dans ses écrits, il a fait valoir que le système qu'il appliquait dans les établissements pénitentiaires était à l'origine destiné à tous les écoliers relativement sains et à tous les établissements d'enseignement.
Plus tard, sous les auspices de Staline, la commune Dzerjinski à Kharkov, Makarenko a écrit plusieurs ouvrages, aux nombres desquels Le Poème pédagogique (Педагогическая поэма), une histoire romancée de la colonie Gorki, a été très populaire et célèbre en URSS,et à l'étranger.

### Une pédagogie fondée sur des principes démocratiques
Les principes démocratiques (co-administration des élèves et du personnel, assemblée générale, rotation systématique des chefs de détachement, etc.), qui faisaient partie intégrante de sa proposition, allaient à l'encontre de la pratique de la pédagogie bolchevique de l'époque. 
Déjà en mai 1928, Nadejda Kroupskaïa, lors du VIIIe congrès du Komsomol, critiquait le système de Makarenko, et d'autres leaders de la pédagogie soviétique l'ont rapidement qualifié de "non soviétique" (cité dans Le poème pédagogique). La même année, Makarenko, malgré tous ses succès en matière d'éducation, d'enseignement et d'économie, est démis de son poste de chef de la colonie pénitentiaire de Gorki (où il devient rapidement chef de la colonie pénitentiaire de Gorki). La seule chose qui l'a sauvé de l'arrestation a été son transfert dans le système du NKVD, où son patron, Vsevolod Balitski, a offert à l'enseignant disgracié le poste de chef d'une nouvelle institution éducative - la Commune nommée d'après Felix Dzerjinski. Bientôt, la Kommune remporte des succès encore plus impressionnants, déjà dans le domaine de la production industrielle. Mais au milieu des années 1930, "par nécessité de production" et dans les conditions d'une guerre imminente, Makarenko a été démis de la direction de la Commune, et les usines ont été transférées au ministère de la Guerre pour un travail 24 heures sur 24. Transféré au Commissariat du Peuple, Makarenko tente de préparer la diffusion de son expérience pour les autres institutions pénales d'Ukraine, mais ses approches sont trop divergentes de la pratique de la vie soviétique, et il est essentiellement contraint de partir pour Moscou afin de compléter, si possible, la description littéraire de son expérience éducative et des développements commencés sur les conseils insistants de Maxime Gorki, qui a agi comme premier éditeur du Poème Pédagogique. Ses livres sont publiés dans de nombreux pays.
Le film Le Chemin de la vie réalisé par Nikolai Ekk en 1931 est grandement inspiré de l'expérience de Makarenko,. La même expérience présentée du point de vue des élèves d'un tel établissement, est relatée dans la nouvelle autobiographique de Grigori Belykh (ru) et L. Panteleïev portée l'écran en 1966 sous le titre La République ChKID.

### Une pédagogie moderne
Un certain nombre de chercheurs (comme Simon Soloveychik qui étudie l'héritage éducatif et pédagogique de Makarenko) soulignent que les passions provoquées par la pédagogie de Makarenko non seulement ne s'apaisent pas (comme cela se produit habituellement) mais s'enflamment avec une force nouvelle. Cela est associé au fait que les contradictions et les inconvénients importants et profonds de l'éducation et de la formation soviétiques et post-soviétiques, que Makarenko a résolus avec succès, restent à bien des égards une pierre d'achoppement de l'école russe moderne et ont de larges chevauchements sociaux tant en termes d'éducation et de formation que de santé mentale, morale et psychique de la jeune génération.

## Biographie

### Naissance et enfance
Makarenko est né prématurément le 1er mars 1888 dans un appartement loué par ses parents à la gare ferroviaire près du village de Belopolié dans l'ouïezd de Soumy d’une famille ouvrière, dans le gouvernement général de Kiev qui, à cette époque, fait partie de l'Empire russe. Son père se nomme Semion Grigorievitch Makarenko, charpentier dans les ateliers ferroviaires et sa mère, Tatiana Mikhaïlovna Makarenko (née Dergacheva), fille d'un petit fonctionnaire de l'intendant Krioukov. Dès l'enfance, c'était un enfant très maladif qui, une fois adulte, s'enrhumait facilement au moindre courant d'air ou vent froid même lorsqu'une bouche d'aération était ouverte devant lui. C'est pour cette raison, en plus de vouloir cacher les cicatrices d'escarres présentes sur son cou, il a porté toute sa vie des chemises à col très haut.
Anton Makarenko avait un frère cadet et trois sœurs. En 1901, la famille a déménagé à Krioukov (aujourd'hui la ville de Krementchouk de l'oblast de Poltava). En 1905, la famille a quitté un logement loué pour s'installer dans sa propre maison construite par le père de famille avec ses économies, près du cimetière juif local.
Anton ne s'intéressait pas à la maison de son beau-père ni aux affaires familiales, il n'a jamais assisté à la construction de la maison, n'a jamais aidé ses parents et n'avait aucun contact avec son frère, ses sœurs ou ses camarades. Ce n'est pas sans amertume que son père disait parfois : "La famille n'existe pas pour lui, il vient ici comme dans un hôtel - pour changer les draps, déjeuner et dormir. Il ne s'intéresse à rien d'autre. Une sorte d'aristocrate." Pour Anton Makarenko, les livres ont toujours été sa priorité et il les achetait même à crédit, ne pouvant pas acheter tout ce qui l'intéressait.

### Russe ou Ukrainien?
Jusqu'en 1991, dans les publications soviétiques, en particulier dans les publications ukrainiennes, Anton Semionovitch était généralement répertorié comme Ukrainien de nationalité (ce qui signifie origine ethnique dans le système soviétique et post-soviétique). Par opportunisme politique, les soviétiques ont « oublié » d'informer leurs lecteurs de l'existence de son frère Vitaly ainsi que sur les autres enfants de la famille (Anton et Vitaly avaient aussi des sœurs). Le chef de famille était représenté comme un peintre ordinaire ce qui ne correspondait pas à la réalité. Cependant, l'un des plus célèbres experts étrangers de Makarenko en Allemagne, Götz Hillig, sur la base de la langue de base des œuvres de Makarenko, des souvenirs biographiques de ses proches notamment, a découvert l'existence du frère cadet d'Anton Semionovitch, Vitaly, qui a dû fuir en France en tant qu'ancien officier de l'armée impériale, et l'a convaincu de préparer des souvenirs d'Anton et de sa famille en général. 
Le frère d’Anton Makarenko, Vitaly, écrit de façon encore plus définitive dans son livre Mon frère Anton Semionovitch : "...malgré ses origines ukrainiennes, Anton était russe à 100%".
La véritable origine nationale et l'identité d'Anton Makarenko n'était pas non plus un mystère pour ses contemporains. Ainsi, dans une nécrologie de l'Union des écrivains soviétiques de la RSSB en 1939, il est clairement écrit : "L'Union des écrivains soviétiques de la RSSB exprime ses plus sincères condoléances à l'occasion du décès prématuré d'Anton Semenovitch Makarenko, écrivain russe de talent, auteur primé d'œuvres remarquables largement connues du lecteur biélorusse".

### Un pédagogue polyglotte
En même temps, Makarenko avait une bonne compréhension de la langue ukrainienne bien que, comme Hillig l'a également souligné, il ait rencontré certaines difficultés lorsque la colonie Gorki a été obligée de soumettre des rapports écrits uniquement en ukrainien. Intelligemment, il a incorporé quelques "ukrainismes" juteux dans les textes de ses œuvres. Comme en témoigne l'un des élèves de Makarenko de la commune de Dzerjinski, Polonais de naissance, Leonid Konissevitch, dans son livre Makarenko nous a élevés, Anton Makarenko comprenait de nombreuses phrases et pouvait également communiquer brièvement en polonais comme l'a découvert la délégation polonaise à son arrivée.

### Carrière

#### Etudes et premières expériences professionnelles
En 1904, il est diplômé d'une école de quatre classes à Krementchouk puis poursuit une formation d'enseignant d'un an en 1905. 
Makarenko devient ainsi un instituteur à l’âge de dix-sept ans, formé et diplômé par l’École de cheminots la plus renommée du pays. Il commence à travailler à Kryukov comme enseignant dans une école de chemin de fer. 
Au cours de l'hiver 1908-1909, parce qu'il entretient une relation intime avec la femme d'un prêtre, il est banni de la maison paternelle et vit pendant plusieurs mois dans une chambre louée dans l'appartement du père de sa maîtresse, également prêtre. Le 11 avril, à Pâques, il est pardonné par son père et retourne dans sa famille.
En 1911, il décide de vivre à nouveau seul et s'installe à la gare de Dolinskaïa pour travailler comme enseignant.
En 1914-1917, il a étudié à l'Institut de formation des enseignants de Poltava, où il a obtenu une médaille d'or. Le sujet de son diplôme, donné par Makarenko lui-même La crise de la pédagogie moderne a été par la suite remis en question par un certain nombre de spécialistes de Makarenko (en particulier, G. Hillig).
En 1916, au moment de la Première Guerre mondiale, il est réformé à cause de sa forte myopie.
De 1917 à 1919, il a été chef de l'école des chemins de fer dans les ateliers de fabrication de wagons de Krioukov et a été acteur de la troupe de théâtre amateur Corso.
En 1919, il s'installe à Poltava où il étudie à l’Institut pédagogique. Il commence à écrire des poèmes satiriques et des nouvelles ce qui l’amène à entretenir une correspondance avec Maxime Gorki.

#### Chef de la colonie pénitentiaire
Jusqu’en 1920, Makarenko enseigne et devient directeur dans différentes écoles primaires et secondaires. Au nom du département provincial de l'éducation de Poltava, il fonde une colonie de travail pour les jeunes délinquants dans le village de Kovaliovka près de Poltava qu'il nomme à l'origine « colonie pour les déficients ». Cet établissement regroupe et héberge de jeunes délinquants et enfants sans protection dont le nombre ne cesse de grandir après la révolution russe. 
En 1921, il la renomme en colonie Gorki en reconnaissance de Maxime Gorki qui s'intéressait aux activités éducatives et pédagogiques de Makarenko et le soutenait de toutes les manières possibles. Bien qu'établis dans un cadre paramilitaire, les principes fondateurs de ce genre de structure prônent la liberté d'expression, le respect des valeurs et le respect d'autrui. L'autorité est confiée au conseil constitué de membres les plus respectés et c'est en assemblée générale qu'on prend les décisions importantes. Le travail agricole et artisanal assure l'autosuffisance de la communauté et crée les liens grâce à l'activité collective.
En 1926, la colonie Gorki est transférée au monastère Kouriajski près de Kharkov.
À l’âge de 39 ans, en 1927, il épouse Galina Salko qui travaille à la commission de la délinquance d’Ukraine.
Au cours de l'été 1928, M. Gorki lui rend visite pour la première fois et séjourne pendant plusieurs jours dans la colonie. Makarenko accompagne Gorki lors de sa visite à Kouriaj. 
Le 3 septembre 1928, dans sa liste de service pour l'appareil central du NKVD de l'URSS, Makarenko indique cette date comme étant celle de la fin de son travail dans la colonie.

#### Commune de Dzerjinski
Du 15 octobre 1927 et jusqu'au 1er juillet 1935, conjointement à sa responsabilité de la colonie Gorki, il était responsable de la commune portant le nom de Felix Dzerjinski ainsi que son département pédagogique. Elle s'occupe des enfants coupables et abandonnées.
En 1930, les activités de la Commune prennent de l'ampleur : la faculté des travailleurs de l'Institut de construction de machines de Kharkov s'ouvre à elle. En 1932, c'est autour de l'usine d'outils électriques et enfin de l'usine de caméras de cinéma. En 1933, la municipalité a été la première de l'URSS à être entièrement autosuffisante. Depuis 1934, une école secondaire s'ouvre sur le site.
En 1932, il publie ses premiers essais pédagogiques et, deux ans après, participe à la direction de la Commission des communautés de travail d’Ukraine, puis il est admis à la société des écrivains.
En 1933, l'ancien Premier ministre français Édouard Herriot, ainsi que d'autres invités français visitent la commune de travail des enfants de Dzerjinski et en vante ses mérites. 
"Les militants sociaux français se sont familiarisés en détail avec la structure administrative de la commune, la production et la vie des communards - anciens enfants des rues et jeunes délinquants. Les invités ont été impressionnés par la propreté et l'ordre qui règnent dans la commune et par l'abondance de fleurs et d'air frais. Herriot a eu une conversation détaillée avec M. Makarenko, assistant du chef de la commune. Il lui a demandé comment la direction de la commune a réussi à éduquer à la fois les enfants et les adolescents sans-abri avec des compétences criminelles professionnelles. M. Makarenko a expliqué en détail aux invités français que la pédagogie soviétique ne reconnaît pas la criminalité innée et que les principales méthodes pour influencer les enfants sont la discipline collective et le travail collectif. Après une visite du dortoir et de l'usine, la fanfare de la commune a donné un concert impromptu qui a attiré l'attention et les réactions enthousiastes des invités".
En raison de la prise de conscience dans les départements concernés de l'importance des produits fabriqués par les usines de la Commune pour l'industrie de la défense du pays (en lien avec la guerre imminente) et du désir d'augmenter sensiblement la production de ces produits, les responsables décident d'intégrer davantage de travailleurs adultes dans les usines. Makarenko est laissé au poste de pédagogue adjoint, puis il est transféré à Kiev. 
En 1934, il devient membre de l'Union des écrivains soviétiques. 
Jusqu’en 1936, Makarenko dirige plusieurs colonies, en étant souvent en opposition avec le Commissariat de l’Instruction publique et commence ses œuvres en particulier le Poème pédagogique. 
Le 7 janvier 1939, la Commune de travail de Kharkov est transformée en complexe industriel et rebaptisée Combiné[Quoi ?] de Kharkov du NKVD de l'URSS, du nom de F. E. Dzerjinski.

#### Période de Kiev (département des colonies de travail)
Le 1er juillet 1935, il est transféré de la Commune à Kiev, au bureau central du NKVD de la RSS d'Ukraine, où il travaille comme chef adjoint du département des colonies de travail jusqu'en novembre 1936. Il est certifié puis reçoit le grade spécial primaire de "sergent de la sécurité d'État", porte un uniforme du NKVD et s'est vu attribuer une arme de service.
Durant cette période de sa vie, Makarenko développe un programme pour mineurs institutionnalisés ayant besoin d'une prise en charge sociale et d'une rééducation. Il consiste à les transférer de toutes les institutions ukrainiennes vers de nouveaux établissements qui appliquent ce qu'il a mis en place comme méthode dans la colonie Gorki et la Commune de F. E. Dzerzhinsky. Il a essayé de promouvoir ce concept mais n'a pas reçu le soutien nécessaire de l'administration. De plus, il est inquiété par des arrestations qui concernent le personnel du département de la Colonie des travailleurs. C'est particulièrement le cas de son supérieur immédiat Lev Solomonovitch Akhmatov. Lors d'un interrogatoire, il déclare que Makarenko était son complice dans les activités trotskystes. Il s'en sort grâce à l'intervention du commissaire du peuple V.A. Balitsky qui lui est favorable. Ce dernier a ordonné de retirer le nom de Makarenko du protocole et lui permet d'échapper à l'incarcération. Cet événement accable le pédagogue qui est déjà sur-investi dans ses fonctions officielles : elles ne lui laissent aucun temps pour écrire et ne lui donnaient qu'occasionnellement l'opportunité de retourner à l'éducation. Makarenko songe à déménager à Moscou. A.M. Gorki et son secrétaire Kryuchkov agissent en tant que médiateurs pour faciliter son transfert.
En 1936, ses théories pédagogiques sont officiellement reconnues à la suite d'un changement complet des fonctionnaires du Commissariat de l’Instruction Publique avec qui il était en discordance. Cette reconnaissance le pousse définitivement à prendre la direction de la capitale de l'URSS.
Cet épisode en la capitale ukrainienne de la biographie de Makarenko est relativement peu couverte par la littérature. En URSS, le premier livre sur ce domaine n'a été publié qu'en 1990. Il existe également un certain nombre d'études qui lui sont consacrées, notamment A. Abarinov, "A.S. Makarenko dans l'année de la Grande Terreur" de G. Hillig et A. Abarinov, "Le procès par le pouvoir" de G. Hillig. La période de Kiev de la vie de Makarenko (1935-1937)".

#### Période moscovite
C'est en mars 1937 que Makarenko quitte Kiev pour Moscou où il a acheté un appartement dans la maison de l'écrivain, rue Lavrushinsky. Bien connu du public, il est journaliste, enseigne dans la capitale sa pédagogie (en conférence, à la radio) et lors de réunions de parents.
Le 8 mai de cette année-là, le commissaire V.A. Balitsky est démis de ses fonctions et envoyé en Extrême-Orient ; le 7 juillet, il est arrêté et le 27 novembre, il est fusillé.
Au début de l'année 1939, Makarenko travaille sur le scénario de Drapeaux sur tours en co-auteur avec Margarita Barskaya  mais la direction du Gorki Film Studio refuse de monter le film basé sur leur scénario car Barskaya est la maîtresse du journaliste en disgrâce Karl Radek.
Par le décret du Présidium du Soviet suprême de l'URSS du 31 janvier 1939, il est décoré de l’Ordre du Drapeau rouge du Travail et publie Les drapeaux sur les tours et Problèmes d’éducation à l’école soviétique. La même année, il soumet son adhésion au parti bolchevique mais n'en sera jamais membre décédant une année plus tard.

#### Décès
Le 1er avril 1939, Anton Makarenko meurt subitement, selon la version officielle d'une crise cardiaque, qui s'est produite à 10h30 sur le chemin de la Maison des Arts dans la voiture du train de banlieue n° 134 à la gare de Golitsyno. À 10 h 43, un médecin est arrivé et a déclaré son décès.
Selon la biographie de Makarenko par Evgueni Balabanovitch, basée sur des matériaux provenant des autorités officielles et publiée en 1951, on peut y lire : "Le 1er avril 1939, Makarenko rentrait à Moscou depuis la zone de datcha de Golitsyno, près de Moscou. Il portait un script dans ses mains, qu'il emmenait dans une usine de cinéma. Makarenko est entré dans un wagon de train de banlieue, s'est assis sur un banc et s'est immédiatement effondré. Ayant seulement réussi à dire 'Je suis l'écrivain Makarenko', Anton Semionovitch est mort d'une rupture du muscle cardiaque".
Selon le rapport sur la mort du passager Makarenko, rédigé par un policier des chemins de fer, il n'a pas eu de dernières paroles - Makarenko est mort seul et sans être reconnu (le policier a d'abord pensé qu'il était ivre).
En 1967, S.I. Fonskaïa, ancienne directrice du centre de loisirs de "Pisatel" Litfond à Golitsyno, qui était présente (mais non mentionnée dans les documents officiels) lors de l'examen du lieu de l'incident et des affaires de Makarenko par la police écrit qu'à son arrivée à Golitsyno "il portait une petite valise" tandis que dans le train comme il ressort de l'acte officiel par G.T. Tchibizov et N. N. Kondratiev, il est mentionné qu'il avait en sa possession "une mallette noire". Un certain nombre d'autres faits étranges liés à la mort prématurée de Makarenko ont été publiés plus tard pendant la période du dégel sous Khrouchtchev et lors la perestroïka. 
En 2005, un fac-similé du certificat de décès du « passager de Makarenko » a été montré pour la première fois à la télévision dans le téléfilm Secrets de famille d'Anton Makarenko.
Makarenko est enterré au cimetière Novodievitchi de Moscou. Les auteurs de la pierre tombale sont le sculpteur Vladimir Tsigal et l'architecte V. Kalinine.

### Famille
- Père - Semion Grigorievitch Makarenko (1850-1916) - ouvrier dans des ateliers de réparation de voitures. Il se lamentait sur le fait qu'il avait "élevé un antéchrist".Que va-t-il enseigner à ses élèves ?"[29].
- Mère - Tatiana Mikhaïlovna Makarenko (1855-1931) - femme au foyer. En 1905, son fils Anton lui a dit : "Je ne t'ai pas demandé de me donner naissance. Vous devez assumer la responsabilité de vos actes"[29]. Après la victoire du bolchévisme, elle a été chassée de sa propre maison et mise à la rue par son gendre (membre du parti communiste) après quoi elle a vécu avec Anton Semionovitch dans un appartement communautaire[29].
- Concubine - Elizaveta Fiodorovna Grigorovitch (1906- 1935) - ancienne épouse de prêtre qui a fui son ancien mari car elle ne pouvait obtenir le divorce selon les lois de l'Église[29]. Avec Anton Makarenko, elle entretient un "mariage par correspondance"[29]. En effet, ils ont vécu séparément même lorsqu'ils habitaient dans la même ville[29]. Au cours de la période pré-révolutionnaire, Makarenko a demandé la main à plusieurs reprises à différentes femmes, ce fut systématiquement un échec : en 1910, à son collègue, le professeur de l'école ferroviaire de Krioukov E. Sosnovskaïa ; en 1912 à F. Nikitchenko, une élève de 17 ans de Dolinskaïa ; en 1914 au professeur de Poltava, E. Kostetskaïa ; en 1917 à T. Korobova, un professeur de travaux d'aiguille à Krioukov[29]. L'historiographie soviétique post-révolutionnaire n'a pas reflété les événements de sa vie personnelle.
- Épouse - Galina Stakhievna Makarenko (jusqu'en septembre 1935 - Salko ; 1891-1962).
- Fille adoptive - Olimpiada Vitalievna Makarenko (7.08.1920 - 2001) [26] - fille du frère de Vitaly et mère de la célèbre actrice soviétique Ekaterina Vassilieva.
- Petite-nièce - Ekaterina Vassilieva - actrice soviétique russe qui est née dans la famille du poète Sergueï Vassiliev et d'Olimpiada Vitalievna Makarenko.
- Petit-neveu - Anton Sergueïevitch Vassiliev (né le 15 juin 1953) - Réalisateur, scénariste et poète.
- Fils adoptif - Lev Mikhaïlovitch Salko (1914-1957).
- Frère - Vitaly (1895-1983) - Officier de l'armée volontaire qui a quitté la Russie après avoir été évacué de Crimée avec des unités de l'armée russe en novembre 1920. Avant la révolution, il était officier lieutenant dans l'armée impériale. Il a participé à la percée de Broussilovski, y a été gravement blessé et a été récompensé pour sa bravoure. Vitaly a joué un rôle important dans la vie de son frère Anton à plusieurs reprises : en 1916, il a participé activement à sa démobilisation du service militaire en raison de sa mauvaise santé. L'éminent scientifique G. Hillig note que Makarenko a souffert des conditions extrêmement dures de l'ébauche mentionnée. Cette intervention de Vitaly a, peut-être, sauvé la vie d'Anton. Plus tard, il aide son frère dans ses activités pédagogiques en lui suggérant d'introduire des éléments de jeux et de militarisation dans les cours avec les élèves ce qui a montré par la suite sa pertinence et son utilité. Après avoir émigré en France, Vitaly Semionovitch y a passé le reste de sa vie. En 1970, les biographes G. Hillig (RFA) et Z. Weitz (France) le retrouvent et le convainquent de partager les souvenirs de son frère aîné. Grâce à son témoignage, les spécialistes de Makarenko ont appris et clarifié de nombreux détails sur l'enfance d'Anton, toute la famille Makarenko et en particulier sur la naissance de ses trois sœurs : "Toutes les biographies d'A. S. Makarenko commencent l'histoire de notre famille à Bialopolje. Mais avant de venir à Białopolje, mon père a travaillé pendant plusieurs années à Kruków, où il existait déjà quelques petits ateliers de réparation de wagons. C'est là que mon père a rencontré ma mère et l'a épousée en 1875. Ma mère était originaire de Krukowski et à mon époque, il y avait la maison de ses parents dans la rue Poselyanskaya, assez grande et substantielle, avec une grande cour et un grand jardin. (Il existe probablement encore maintenant, puisque Kremenchug a beaucoup souffert de la dernière guerre, tandis que Krioukov est resté presque intact - ma nièce Tassia, qui vit dans notre maison, maintenant le Musée Makarenko, m'a écrit à ce sujet). Je pense que le premier enfant de notre famille était Serafima, qui est morte en bas âge. En tout cas, ma sœur Sacha (Alexandra), née en 1881, est née à Krioukov. Par conséquent, le déménagement de la famille à B. doit être placé approximativement en 1881-1885, où ils sont nés : Anton - en 1888, Natalia - en 1891 et moi, le dernier - en 1895"[29].

L'historien S. V. Maksimenko soutient dans ses rapports que le livre "Mon frère Anton Semionovitch (Souvenirs de V.S. Makarenko sur son frère). - 1985" comporte des inexactitudes liées au livre du professeur Götz Hillig qui est écrit pendant la période de la Perestroïka. Selon S. V. Maksimenko, on connaît de manière fiable les parents non-déclarés de Makarenko, décédés dans leur pays ou exilés en Sibérie qui vivent aujourd'hui en Tchouvachie et dans la région de Moscou. La propre sœur de Makarenko et, plus tard, à la fin des années 1990, ses enfants et petits-enfants se sont installés à Moscou et ont fondé une association caritative en son honneur.

### Travail littéraire
Dans ses œuvres et de manière générale, Makarenko exprime son expérience et ses vues pédagogiques.
En 1914 ou 1915, il rédige sa première histoire et l'envoie à Maxim Gorki, son ami et soutien, qui trouve que l'histoire était faible sur le plan littéraire. Ensuite, Makarenko n'a pas écrit pendant treize ans mais a conservé des carnets de rédaction. La correspondance entre Gorki et Makarenko s'est poursuivie de 1925 à 1935. Après une visite dans une colonie de jeunes, Gorki a conseillé à Makarenko de se remettre au travail littéraire. Après les livres sur la commune de Felix Dzerjinski en 1932 Marche du 30 et FD - 1, la principale œuvre de fiction de Makarenko Poème pédagogique a été achevée.
En 1936, il a publié son premier grand ouvrage scientifique et pédagogique Méthodes d'organisation du processus éducatif. 
En été et en automne 1937, il publie la première partie du Livre pour les parents. 
Dans les dernières années de sa vie, Makarenko a continué à travailler à la fois sur des œuvres de fiction. Il publie en 1938 Drapeaux des tours et compose des matériaux autobiographiques : le récit Honneur en 1937-1938, le roman inachevé Voies d'une génération. 
Makarenko s'est opposé à l'utilisation d'éléments du régime carcéral pour les enfants en faveur du renforcement du biais de production et des méthodes éducatives générales. Dans ses relations avec ses élèves, il adhérait au principe suivant : "Le plus d'exigences possible envers une personne et le plus de respect possible pour elle".
Makarenko lui-même résume son travail dans l'épilogue de son "Poème pédagogique" comme suit : "Mes Gorkovites ont également grandi, dispersé dans tout le monde soviétique ; pour moi, il est désormais difficile de les rassembler, même dans mon imagination. Il n'y a aucun moyen d'attraper l'ingénieur Zadorov enterré dans l'un des grandioses chantiers du Turkménistan, aucun moyen d'obtenir un rendez-vous avec le docteur Vershnev de l'Extrême-Orient spécial ou le médecin de Yaroslavl Burun. Même Nisinov et Zoren qui sont déjà des garçons, et même ceux-là se sont envolés loin de moi, en battant des ailes, seulement leurs ailes maintenant ne sont pas les anciennes, pas les ailes tendres de ma sympathie pédagogique, mais les ailes d'acier des avions soviétiques. Et Shelaputin n'avait pas tort lorsqu'il a dit qu'il serait pilote ; Shurka Zhevely se dirigeait également vers le pilotage, ne voulant pas imiter son frère aîné, qui avait choisi la voie du navigateur dans l'Arctique (...) ...et Osadchy - un technologue, et Mishka Ovcharenko - un chauffeur, et un récupérateur de terres derrière la mer Caspienne Oleg Ognev et un enseignant Marusya Levchenko, et un conducteur de chariot Soroka, et un ajusteur Volokhov, et un mécanicien Koryto, et le contremaître de MTS Fedorenko, et des figures du parti - Aliocha Volkov, Denis Kudlaty et Volkov Zhorka, et encore le sensible Mark Sheingauz avec un vrai caractère bolchevique, et beaucoup, beaucoup d'autres (...) - ... Les garçons ? Des lentilles microscopiques ? Heh-heh ! Mais cinq cents garçons et filles s'étaient déjà jetés dans le monde des microns, dans la plus fine toile des machines de précision, dans le milieu délicat des tolérances, des aberrations sphériques et des courbes optiques, en riant, regardaient en arrière les tchékistes. - Ne vous inquiétez pas, les gars, n'ayez pas peur, disaient les Tchékistes. Une belle et brillante usine FED avait vu le jour dans la commune, entourée de fleurs, d'asphalte, de fontaines. L'autre jour, les communards ont déposé sur le bureau du commissaire un dix-millième FED, une machine lisse et sans défaut. Beaucoup de choses ont passé, et beaucoup sont en train d'être oubliées. L'héroïsme primitif, le langage argotique et autres vestiges ont été oubliés depuis longtemps. Chaque printemps, l'école communale des métiers de l'esclavage diplôme des dizaines d'étudiants, et plusieurs dizaines d'entre eux sont sur le point d'obtenir leur diplôme".

### Prix
- Ordre de la bannière rouge du travail (31.01.1939)
- Montre en or du NKVD à l'occasion du 5e anniversaire de la Commune FED, en 1932.

### Biographies alternatives, évaluations et critiques

#### La question de la nationalité
Le biographe de Makarenko, le professeur Götz Hillig, a consacré une étude séparée à la question de l'origine nationale et de l'identité nationale de Makarenko, dont les résultats sont présentés dans son rapport "Sur la question de l'identité nationale de Makarenko" et qui confirme en général la déclaration de son frère et l'identité russe d'Anton Semionovitch. Hilling souligne que toutes les œuvres et la correspondance personnelle d'Anton Makarenko a conservé toutes ses œuvres et sa correspondance personnelle en russe. En même temps, il connaissait et aimait la langue ukrainienne, et incluait souvent et de manière appropriée le langage ukrainien dans les dialogues des personnages de ses œuvres. Makarenko comprenait également et pouvait communiquer en polonais, comme le mentionne L.V.Konissevitch dans son livre "Nous avons été élevés par Makarenko", dans le chapitre consacré à l'arrivée d'une délégation polonaise.
En même temps, il est souligné que pour des raisons tactiques (afin de réduire le nombre de raisons pour lesquelles certains fonctionnaires dispersent la colonie de M. Gorki), il devait être membre de la délégation polonaise. À partir d'une certaine année, il a cessé d'inclure le mot "russe" dans la colonne des nationalités (comme c'était le cas dans l'affaire Krioukov) et a commencé à écrire "ukrainien" à la place.
Des lettres de Makarenko lui-même ont également été conservées mentionnant cette question. Ainsi, dans une lettre adressée à Gorki datée du 5 octobre 1932, Anton Macarenko écrit : "Cher Alexeï Maksimovitch. [...] Encore une chose - j'en ai assez de l'Ukraine, car j'ai toujours été un simple Russe, et j'aime Moscou".
Le discours d'adieu de l'Union des écrivains soviétiques de la BSSR disait : L'Union des écrivains soviétiques de la RSSB exprime ses profondes condoléances à l'occasion du décès prématuré d'Anton Semionovitch Makarenko, écrivain russe de talent, auteur primé d'œuvres remarquables largement connues du lecteur biélorusse".

#### Un travail apprécié
Déjà de son vivant, les activités et les travaux de Makarenko en tant qu'éducateur et enseignant ont été hautement appréciés par Louis Aragon, Henri Barbus, John Desmond Bernal, Urie Bronfenbrenner, Henri Wallon, W. Gall, Anna Segers, Janusz Korczak, Célestin Freinet et d'autres personnalités culturelles et éducatives.

#### L'appréciation et l'influence importante de Gorki
Gorki a joué un rôle très important dans la vie de Makarenko. Pour lui, s'occuper des enfants russes - en particulier des enfants des rues - était une chose naturelle et très importante. Felix Dzerjinski a commencé à s'intéresser au problème des sans-abri qu'après que Gorki n'ait écrit une lettre à Lénine sur la nécessité de s'attaquer d'urgence à ce problème. Au cours des années suivantes, Gorki a participé à la préparation d'un livre sur la célèbre commune ouvrière de Bolshevo près de Moscou à la fin des années 20 sur la base duquel a été réalisé le film mondialement connu "Start for Life". Dans cette commune dirigée par Matvei Pogrebinskitout comme le propose Makarenko, les délinquants sont rééduqués par un travail productif et utile dans un cadre qui ne comporte ni clôtures ni gardes. Pour Gorki, Makarenko était un autre exemple des meilleures pratiques en matière d'éducation. Gorki a insisté de toutes les manières possibles pour que les notes de Makarenko sur son expérience de l'éducation soient publiées sous forme de livre. C'est ainsi qu'il a aidé à mettre sous presse, dans des almanachs littéraires, les premiers chapitres individuels du "Poème Pédagogique" puis a publié le livre entier sous sa direction. La compréhension et le soutien de son expérience de l'éducation et de la rééducation qu'a manifesté Gorki ont été d'une grande importance pour Makarenko.

#### Les critiques de Makarenko
Sa principale critique était Nadejda Kroupskaïa. Götz Hillig, qui a consacré un article intitulé Makarenko et Kroupskaïa à ce sujet dans le journal à la recherche du vrai Makarenko.
La question de la relation entre Makarenko et Kroupskaia, selon Götz Hillig, a été soulevée pour la première fois par le professeur Anweiler de l'université de Bochum dans son article Makarenko et la pédagogie de son temps. C'est dans ce cadre qu'il a fait remarquer que Makarenko et Kroupskaïa étaient en conflit. Lors du premier symposium international organisé en 1966 à Fleet (RFA) sur l'héritage de Makarenko, c'est Anweiler qui attire à nouveau l'attention sur "l'inimitié cachée entre Kroupskaïa et Makarenko", affirmant qu'il y a des raisons de croire que la condamnation du système éducatif de Makarenko comme "idéologiquement nuisible" a été initiée par Kroupskaïa. Selon le spécialiste, c'est elle qui a participé à la campagne visant à démettre Makarenko de son poste de directeur de la colonie Gorki au cours de l'été 1928. Elle a notamment accusé Makarenko, du haut de la tribune du 8e congrès du Komsomol en mai 1928, de frapper constamment les détenus et l'a qualifié de "champion du hooliganisme". C'est le fait qu'il soit membre du NKVD qui a sauvé Makarenko de l'arrestation attendue et des représailles ultérieures après de telles paroles de la veuve du "leader du prolétariat mondial".
Anweiler a noté que Kroupskaïa n'a pratiquement pas mentionné Makarenko dans ses œuvres, présentant comme preuve l'édition en 11 volumes des œuvres pédagogiques de Kroupskaïa de 1957 à 1963 et Makarenko n'a jamais mentionné Krpupskaïa dans l'édition en sept volumes publiée en 1957-1958. Cependant, ces ouvrages n'ont pas été compilés par Kroupskaïa ou Makarenko personnellement et le contenu de ces éditions est loin d'épuiser leur héritage. Par exemple, Nevskaya, un chercheur des œuvres de Makarenko et de Knyazeva, Nevskaya, a trouvé en 1979-1980 une lettre de Kroupskaïa adressée à Makarenko dans l'une des archives de Moscou. Célèbre pour ses recherches dans le domaine de la pédagogie de Makarenko, il a trouvé à son tour le manuscrit de la réponse de Kroupskaïa au Livre pour les parents. P. G. Lyssenko, directeur du musée Makarenko de Kremenchug, a publié le manuscrit de Makarenko en 1969 sous le titre "Biographie de Nadejda Kroupskaïa. Évidemment, avec le temps et l'arrivée d'informations plus précises sur l'expérience pédagogique de Makarenko, l'attitude de Kroupskaïa envers lui et son système a progressivement évolué.
S'exprimant à l'Université de Moscou le 1er mars 1939 (c'est-à-dire quatre jours après la mort de Nadejda Kroupskaïa), Makarenko lui-même a déclaré : "Et aujourd'hui, et demain, et dans les jours à venir, et plus loin dans notre vie, on se souviendra du jour de deuil d'aujourd'hui. Nous enterrons aujourd'hui un grand éducateur communiste, un grand humaniste de notre temps, un ami de Lénine qui a créé une nouvelle époque dans le parti bolchevique, y compris une époque dans le comportement humain. Nous enterrons Nadejda Kroupskaïa aujourd'hui."
L'un des reproches courants des détracteurs du système Makarenko est l'affirmation selon laquelle le système n'aurait bien fonctionné que dans les mains de son créateur. Ceci est réfuté à la fois par la description détaillée et vérifiée du système dans les travaux de Makarenko lui-même et par le travail fructueux à long terme d'un certain nombre de ses disciples.

#### Analyse critique de l'oeuvre de Poloka
Makarenko a vivement critiqué l'expérience d'un autre enseignant célèbre de l'époque, Guennadi Poloka, décrite fictivement dans son livre La République Chkid. C'est dans les mémoires de Shenderova qu'il est indiqué que, dans les années 1920, Nadejda Kroupskaïa qui était chargée de l'éducation et de l'éducation sociale au sein du gouvernement, a critiqué les méthodes d'un "certain Poloka" lors d'une des réunions pédagogiques de tous les syndicats en opposant ses méthodes et leur auteur au système de Makarenko.

### Etudes existantes sur Makarenko
La première thèse de doctorat soviétique sur Makarenko Expérience pédagogique de A. S. Makarenko a été soutenue à Moscou le 21 juin 1941 devant le Conseil scientifique de l'Institut K.F. Libknecht par Ivan F. Kozlov. Il a ensuite entrepris des efforts pour publier d'abord les œuvres choisies de Makarenko puis la collection complète de ses œuvres pour enfin préparé un livre Sur l'expérience pédagogique de Makarenko.
Le Laboratoire de l'héritage Makarenko, créé en 1968 en Allemagne, étudie l'oeuvre de Makarenko. Le laboratoire est une division du centre de pédagogie comparée de l'Université de Marburg. On y a tenté de publier les œuvres de Makarenko en allemand et en russe en rétablissant les notes de censure. Cependant, en 1982, après la publication de sept volumes, l'édition a été interrompue. La reconnaissance et la renommée des spécialistes russes et étrangers de Makarenko sont dues, en particulier, aux travaux du professeur Götz Hillig, membre étranger de l'Académie russe de l'éducation et de l'Académie nationale des sciences pédagogiques d'Ukraine, président jusqu'en 2002 de l'Association internationale de Makarenko. Depuis le 19 juin 2013, le MMA est dirigé par Nicola Siciliano de Cumis (Italie, Rome), professeur à l'université La Sapienza et T.F. Korableva, docteure a été élue à la tête de l'association russe Makarenko la même année.

### Quelques citations
"Vous ne pouvez pas apprendre à une personne à être heureuse, mais vous pouvez l'éduquer à l'être" - Conférences de Makarenko sur la parentalité.
"S'il y a peu d'aptitude, il n'est pas seulement inutile, il est criminel d'exiger un excellent apprentissage. On ne peut pas forcer les gens à bien étudier. Cela peut avoir des conséquences tragiques". - Valentina Postovalova, Le Makarenko que nous devons tous connaître.
"L'éducation est toujours en cours, même lorsque vous n'êtes pas chez vous" ; "Notre production pédagogique n'a jamais été construite selon une logique technologique mais toujours selon la logique de la prédication morale. Cela est particulièrement visible dans le domaine de notre propre éducation... Pourquoi étudie-t-on la résistance des matériaux dans les universités techniques, mais pas dans les universités pédagogiques, alors que nous commençons à éduquer l'individu ?" ; "S'il n'y a pas de but avant le collectif, il n'y a aucun moyen de l'organiser" ; "Renoncer au risque, c'est renoncer à la créativité" ; "Mon travail avec les enfants des rues n'était en aucun cas un travail spécial avec les enfants des rues. Tout d'abord, en tant qu'hypothèse de travail, j'ai établi dès les premiers jours de mon travail avec les enfants des rues qu'aucune méthode spéciale ne devait être utilisée à leur égard."- Anton Makarenko, Ouvrages pédagogiques en 8 volumes.
" Vous pouvez être sec avec eux jusqu'au dernier degré, vous pouvez être exigeant au point d'être pointilleux, vous pouvez les ignorer... mais si vous brillez par le travail, le savoir, la chance, alors ne regardez pas en arrière tranquillement : ils sont de votre côté... Inversement, vous aurez beau être affectueux, divertissant dans la conversation, gentil et amical... si votre travail s'accompagne d'échecs et de ratés, si à chaque étape on vous considère comme ne connaissant pas votre affaire... vous ne mériterez jamais que le mépris... " ; "Des enseignants à quarante-quatre roubles peuvent mener non seulement un collectif de sans-abri, mais n'importe quel collectif, à la déchéance la plus totale." ; "Depuis les sommets des bureaux " olympiques ", aucun détail ou partie de l'œuvre ne peut être discerné. De là, on ne voit que la mer infinie de l'enfance sans visage, tandis que dans le bureau même se dresse la maquette d'un enfant abstrait, faite des matériaux les plus légers : idées, papier imprimé, rêves de manille... Les "Olympiens" méprisent la technique. Grâce à leur domination, la pensée technique pédagogique dans nos collèges pédagogiques s'est éteinte depuis longtemps, surtout en ce qui concerne leur propre éducation. Il n'y a pas de condition technique plus misérable dans toute notre vie soviétique que dans le domaine de l'éducation. C'est pourquoi le secteur de l'éducation est une industrie artisanale et, parmi les industries artisanales, c'est la plus arriérée."- Makarenko A. С. Œuvres en 7 vol., 1957.
"Les livres sont des personnes liées" ; "Une culture de l'expérience amoureuse est impossible sans freins organisés dans l'enfance"  - Anton Makarenko, Un livre pour les parents.

### Influences
Parmi les disciples de Makarenko figurent en premier lieu Semion Kalabaline (1903-1972) et sa femme Galina Konstantinovna mais aussi Alexeï Grigorievitch Iavlinski, père du célèbre homme politique Grigori Iavlinski.
Un certain nombre de disciples de Makarenko ont d'abord choisi un autre chemin dans la vie mais après un certain temps ils se sont tournés vers les activités éducatives. Parmi eux, le plus célèbre est Leonid Konissevitch qui a consacré plus de 15 ans au service naval puis a dirigé pendant un quart de siècle un pensionnat "Almazny" en Ukraine. L'éducation était basée sur des soins réalisables et divertissants de parterres de fleurs, du jardin et du verger. À la fin de sa vie, Leonid Konissevitch a réussi à rédiger dans son livre Makarenko nous a élevés les mémoires les plus détaillées sur la vie et le travail dans la commune de Dzerjinski.
Parmi les adeptes qui n'étaient pas des élèves directs de Makarenko, on peut nommer Valentin Koumarine (Валенти́н Васи́льевич Кума́рин, 1928-2002) qui a commencé par adapter avec succès le système Makarenko dans un orphelinat de la région de Vladimir, a consacré ses travaux scientifiques et ses deux thèses à l'étude du système Makarenko ainsi que Grigori Koubrakov (1920-2006, Kazakhstan), Ivan Ziaziune (1938-2014, Ukraine), Aleksandre Katolikov (1941-1996), Aleksandre Zakharenko (1937-2002), A. S. Gourevitch, V. M. Makarchenkov et d'autres.
Les idées de Makarenko sur l'organisation de l'équipe (recours aux traditions, équipe pédagogique en tant que communauté de personnes partageant les mêmes idées, organisation de relations de dépendance responsable, autogestion des enfants, etc.) ont été développées à Krasnodar (en formalisant judicieusement son entreprise en tant que plate-forme pédagogique expérimentale de l'APS URSS) par le professeur Fiodor Brioukhovetski (1915-1991). En créant une équipe d'enfants et d'adultes sur des principes humanistes, Brioukhovetski a appliqué de manière créative les idées de Makarenko à la pratique de l'école de masse et les a complétées par un contenu original en tenant compte des conditions sociales de l'éducation dans les années suivants la seconde guerre mondiale.
De nombreux membres du personnel et enseignants de la colonie de Makarenko ont continué à propager son concept sous une forme ou une autre. Tout d'abord, il faut mentionner ici l'organisateur en chef du club et du travail extrascolaire de la colonie Viktor Terski (1898-1965) (dans Poème pédagogique - V. N. Perski), et l'agronome en chef de la colonie l'infatigable Nikolaï Fere (1897-1981) (dans Poème pédagogique, N. N. Chere) qui après le renvoi de Makarenko de la colonie Maxime Gorki s'est consacré à la science agricole et plus tard a témoigné de l'expérience de travail avec Makarenko dans son livre Mon professeur.
Dans le prolongement curieux du mouvement Makarenko, un certain nombre de représentants du Komsomol engagés dans un travail avec des adolescents "difficiles" au milieu des années 1960 se sont manifestés. Par exemple, Vitali Yeremine et Vladislav Chiriaev ont délibérément fait appel à l'expérience et aux approches de Makarenko en y faisant expressément allusion dans la description de leur expérience éducative,.
La combinaison du travail éducatif et productif des élèves de terminale dans un atelier de formation de l'usine de tracteurs de Kharkov, appelée "production éducative", a été appliquée par le Pr Pavel Yarmolenko (1927-2002) qui en 1971 a reçu le prix du Komsomol approuvé par le conseil du ministère de l'éducation de l'URSS, le présidium du comité central des syndicats, etc.
Depuis 2003 (à l'occasion du 115e anniversaire de la naissance de Makarenko), la revue "Education publique" et l'Association russe de Makarenko ont lancé un concours Makarenko pour les écoles et les ménages. Cela a permis d'organiser de nouvelles lectures de Makarenko. En 14 ans, des dizaines d'équipes de différentes régions de Russie y ont déjà participé - de la Yakoutie à la région de Krasnodar en passant par la région de Moscou.

### Les élèves de Makarenko
- Semion Kalabaline (1903-1972).
- Leonid Konissevitch (1914-1993).
- Ivan Tokarev (1920-2014).
- Vassili Tsymbal (1916-1943) - Héros de l'Union soviétique (1943).
- Alexei Yavlinski (1917-1981) - décoré de deux ordres de la Guerre patriotique de 2e classe, de l'ordre de l'Étoile rouge et de nombreuses médailles (père de Grigori Iavlinski)[50].

### Événements associés au nom de Makarenko
- En 1959, la pièce "Ne crie pas!" proposée par Kozakov et A. B. Marienhof pour les jeunes sur la base de plusieurs œuvres de Makarenko - principalement "Le Poème Pédagogique".

- Au début des années 1950, la pièce "Ils nous suivront" de P. Djourinskaïa et N. Artemiev[51] basée sur les œuvres de Makarenko a été publiée dans la revue kazakhe  "Prostor". La pièce a été jouée dans le théâtre amateur de la Maison de la culture des aviateurs à Alma-Ata.
- Le 24 octobre 2011, le monument à A.S. Makarenko a été démonté et déplacé au 128 rue de Soumy à Kharkov (en face du parc M. Gorky)[52]. Le monument, érigé en 1969 avec les fonds des travailleurs, a été réinstallé à l'intérieur du territoire gardé de l'usine de construction de machines FED de Kharkov.

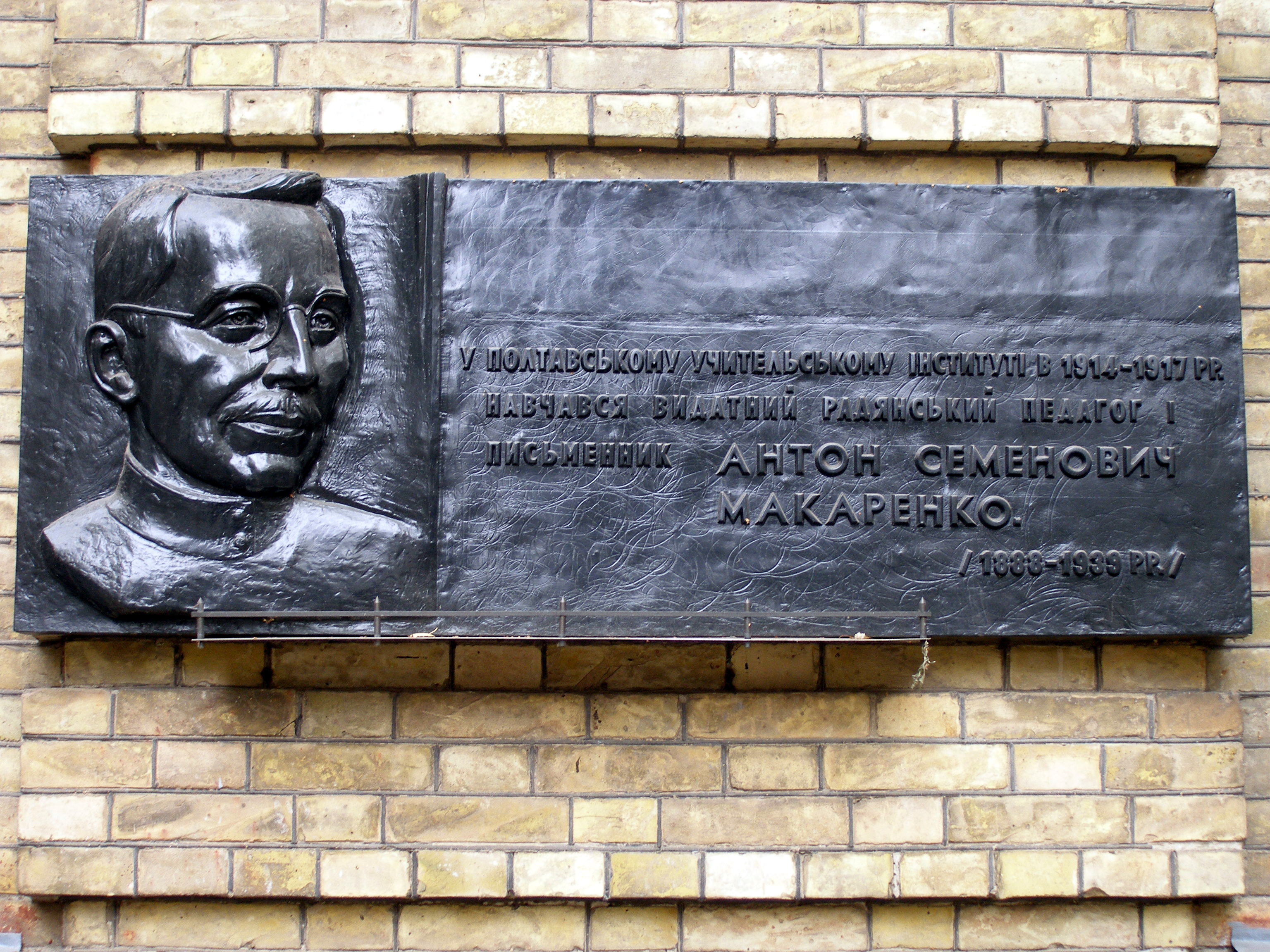
Plaque à l'Université nationale pédagogique Korolenko.

### Travaux
L'ensemble des travaux peut être consulté sur cette page.

#### Romans et nouvelles
- Poème pédagogique (écrit en 1925-1935, publié en plusieurs parties en 1933-35, publié pour la première fois en livre séparé en 1937).
- Mars de la 30ème année (1932).
- FD 1 (1932).
- Livre pour les parents (1936-1937 ; travail artistique et théorique).
- Drapeaux sur les tours (1938) - L'édition papier a corrigé de nombreuses coquilles, la lettre "e" a été rétablie, une table des matières est apparue, etc.
- Honneur (1937-1938 ; nouvelle).
- Voies d'une génération (1938 ; roman, inachevé).

#### Travaux sur l'éducation
- La parentalité dans la famille et à l'école
- Conférences sur l'éducation des enfants
- Lettre au leader pionnier.
- Les problèmes d'éducation dans l'école soviétique
- Les problèmes de l'éducation scolaire soviétique
- Éducation et comportement communistes
- Parler de son éducation
- Famille et éducation des enfants
- Le but de l'éducation
- Méthodes d'organisation du processus éducatif (1936-1937)

#### Histoires et essais
- Sur les sentiments humains (1937)
- De l'histoire de l'héroïsme (1937)
- Grishka (1937)
- Accident en campagne (1937)
- Le jour du 1er mai (1937)
- Quelques heures sur un canal (1937)
- Trois conversations (1937)
- Une rencontre inoubliable (1938)
- Symphonie de Schubert (1938)
- Le Prix (1938)
- Le Docteur (1938)
- Le professeur de littérature (écrit en 1938, publié en 1940)
- Je veux rentrer à la maison (1939)
- Les nouvelles années (publié en 1941)
- Dans la bibliothèque (publié en 1941)
- Recueil d'histoires

#### Pièces
- Major (1932)
- Les anneaux de Newton (1934)

#### Scénarios
- Caractère réel
- Mission

#### Œuvres complètes
- Œuvres pédagogiques choisies, en quatre volumes. - Moscou : Maison d'édition APN RSFSR, 1949 - 26 500 exemplaires.
- Essais en sept volumes. - Moscou : maison d'édition de l'Académie russe des sciences pédagogiques, 1950-1952. - 50 000 exemplaires.
- Essais en sept volumes. - Moscou : maison d'édition de l'Académie russe des sciences pédagogiques, 1957-1958. - 175 000 exemplaires.
- Œuvres complètes en cinq volumes. - Moscou : Pravda, 1971. - 375 000 exemplaires.
- Œuvres pédagogiques choisies, en deux volumes. - M. : Pedagogica, 1977 - 40 000 exemplaires, 1978 - 10 000 exemplaires.
- Œuvres choisies en trois volumes. - K. : Radyanskaya Shkola, 1983-1984 - 110 000 exemplaires.
- Ouvrages pédagogiques en 8 volumes. - Moscou : Pédagogie, 1983-1986. - 50 000 exemplaires sur le portail de la Bibliothèque nationale K.D. Ushinsky du volume 1 (1983) à 8 (1986).
- Œuvres choisies en trois volumes. - K. : "Radyanskaya Shkola", 1985 - 65 000 exemplaires.
- Œuvres complètes en quatre volumes. - Moscou : Pravda, 1987. - 1.500.000 exemplaires.

#### Jeux d'échecs
Les échecs de Makarenko, inventés par lui dans les années 1920,.

#### Filmographie
- Un poème pédagogique (1955)
- Drapeaux sur les tours (1958)
- Grand et petit (1963)
- Filmographie sur le site consacré à la vie et à l'œuvre de Makarenko[53]

#### Commémoration
- Le monument à A.S. Makarenko à Kharkov (1969). Sculpteur M. F. Ovsyankin, architecte E. Yu. Cherkasov. Monument au plus célèbre employé de l'usine de construction de machines de Kharkiv "FED" sur son territoire[52].
- Monument à la mémoire de Makarenko dans le village de Podvorki, district de Dergachovsky, région de Kharkiv.
- Groupe sculptural "A.M. Gorky et A. Makarenko". 1968. Colonie éducative et de travail de Kuryazhskaya, région de Kharkov.
- Plaque commémorative de Makarenko à Kiev, Ukraine, au 6A, rue Leontyovych, où Makarenko a vécu en 1935-1936.

### Musées

#### Russie
- Exposition d'Andrei Makarenko au Musée de l'éducation de Moscou, Maison des enseignants de la ville de Moscou
- Musée de la pédagogie Makarenko, Moscou.
- Musée de l'école Makarenko au centre éducatif №656 à Moscou.

#### Ukraine
- Salle-musée de l'Université pédagogique nationale de Poltava A.S. Makarenko, qui porte le nom de V.G. Korolenko. Korolenko.
- Musée commémoratif Anton Makarenko à l'école Makarenko № 2 à Dolyna, région de Kirovograd.
- Centre-musée Anton Makarenko dans la colonie Makarenko à Podvorki (Kuryazh), district de Dergachovsky, région de Kharkov, Ukraine (Ukr.)
- Le musée Makarenko dans l'usine de construction de machines de Kharkov FED.
- Le musée d'A. Makarenko dans l'entreprise d'État "Association Kommunar", Kharkov[56].
- Le musée Makarenko de l'école secondaire № 100 porte le nom d'A. S. Makarenko à Kharkov. Musée Makarenko à Kharkov.
- Le musée-réserve Makarenko du ministère de l'Éducation de l'Ukraine 15018, district de Poltava, village de Kovalevka.
- Musée Makarenko à Belopolye, région de Soumy.
- La maison-musée de A. S. Makarenko à Krementchouk, région de Krioukov, oblast de Poltava.

### Prix
- Médaille de A. S. Makarenko (URSS) "Pour ses réalisations dans le domaine de l'éducation et de la science pédagogique" (créée en 1964).
- Médaille A. S. Makarenko (médaille commune instituée par la rédaction de Narodnoe Obrazovanie et l'Association internationale Makarenko en 2003 (à l'occasion du 115e anniversaire de la naissance d'A. S. Makarenko)[57].
- Le "Prix Makarenko". Le prix Makarenko (pour la pédagogie) existait pendant la période soviétique. Parmi les lauréats de 1988 figure S. A. Shmakov.
- Médaille A.S. Makarenko de l'Association russe Makarenko "Pour ses mérites dans le domaine de l'éducation et de la science pédagogique" (créée en 2021).

#### En philatélie
- Timbre-poste de l'URSS à l'effigie d'A. S. Makarenko. S. Makarenko
- En 1978, une enveloppe timbrée pour l'art a été émise.
- En 1987, une enveloppe portant la mention "art" a été émise.
- En 1988, le timbre-poste de l'URSS a été émis.
- En 2013, une enveloppe portant la mention "art" a été émise (à l'occasion du 125e anniversaire).

#### Autre
Le 31 mai 1988, l'astéroïde (3214) Makarenko, découvert en 1978 par l'astronome soviétique Lioudmila Jouravliova, a été nommé d'après A.S. Makarenko.

### Divers

#### Précurseurs
- Nikolaï Nepliouïev: fondateur de la confrérie ouvrière de l'Exaltation-de-la-Croix.
- Sergueï Ratchinski: fondateur d'un certain nombre d'écoles rurales, éminent éducateur et pédagogue.
- Stanislav Chatski: éducateur et écrivain bien connu, fondateur et chef de la colonie La Vie courageuse, qui s'est inspiré de l'expérience pédagogique de Tolstoï.

#### Contemporains en Russie et en URSS
- Matveï Pogrebinski: fondateur et chef de la commune ouvrière de Bolchevo.

#### Contemporains à l'étranger
- Dewey, John - philosophe et pédagogue américain.
- Kerschensteiner, Georg.

## Œuvres
Plusieurs de ses œuvres ont été traduites puis éditées et rééditées en français :
- Le poème pédagogique écrit de 1925 à 1935 que l'on trouve aussi sous le titre Le chemin de la vie.
- Le livre des parents écrit en 1937.
- Les drapeaux sur les tours écrit en 1938.